# ماتيو موساشيو
ماتيو بابلو موساشيو (بالإسبانية: Mateo Pablo Musacchio)‏ (مواليد 26 أغسطس 1990) هو لاعب كرة قدم أرجنيتيني يلعب في مركز قلب الدفاع مع نادي لاتسيو الإيطالي.
بدأ مشواره الكروي مع نادي ريفر بليت، ثم انتقل في 2010 لنادي فياريال الإسباني. وهو يلعب حالياً منذ 2017 مع نادي إيه سي ميلان الإيطالي، ولعب كذلك مع منتخب الأرجنتين ويبلغ طوله 186 سم.

## الإنجازات
- نادي ريفر بليت
  - دوري الدرجة الأولى الأرجنتيني: 2008

## روابط خارجية
- ماتيو موساشيو على موقع الاتحاد الدولي (مؤرشف)  (الإنجليزية)
- ماتيو موساشيو على موقع قاعدة بيانات كرة القدم.إي يو (الإنجليزية)
- ماتيو موساشيو على موقع ناشيونال فوتبول تيمز (الإنجليزية)
- ماتيو موساشيو على موقع Soccerway.com (الإنجليزية)
- ماتيو موساشيو على موقع عالم كرة القدم.نت (الإنجليزية)
- ماتيو موساشيو على موقع AS.com (الإسبانية)